# 박훤
박훤(朴暄, ? ~ 1249년)은 고려 후기의 무신이다. 본관은 공주(公州)이다.
본래 이름은 박문수(朴文秀)였으며 과거에 급제한 후 최충헌의 장남 최우의 가신이 되었다. 이후 정방에 들어갔다. 이후 1219년 최우가 집권하자 권력을 잡았다.
그는 형부상서에 오른 뒤 최우의 서자 최항을 비난한 적이 있었는데 이 일로 인해 흑산도로 유배되었다.
1249년 최우가 유배되어 있던 박훤을 다시 부르려 했으나 박훤이 돌아오기도 전에 최우가 병사하고 만다. 이후 최항이 집권을 하자 사람을 보내 귀경을 하고 있던 박훤을 바다에 빠뜨려 죽이게 했다.

## 박훤이 등장한 작품
- 《무신》(MBC, 2012년~2012년, 배우:손선근)